# Jean-Jacques Amelot de Chaillou
Pour les articles homonymes, voir Amelot et Chaillou.
Jean-Jacques Amelot de Chaillou, né le 30 avril 1689 et mort à Paris le 7 mai 1749, est un homme politique français.

## Biographie
Il était le fils de Denis-Jean Amelot de Chaillou, commissaire aux enquêtes du Palais, ambassadeur de Louis XIV en Angleterre, puis membre du conseil du commerce, qui avait épousé en 1688 Philiberte de Barrillon d'Amoncourt. C'est pour son père Denis-Jean qu'avait été construit l’Hôtel Amelot de Chaillou, au 78, rue des Archives, à Paris en 1702-1703. Le grand-père Jacques Amelot, seigneur de Chaillou, puis conseiller au grand conseil en décembre 1642, maître des requêtes par la résignation de son père le 10 juillet 1651, conseiller d'État ordinaire, mort doyen à 83 ans, le 19 décembre 1699.  
En 1773, le fils de Jean-Jacques Amelot de Chaillou, Denis-Jean Amelot de Chaillou était devenu, par héritage, seigneur et marquis de Châteauneuf, autrefois simple seigneurie, puis baronnie, érigée en marquisat, vers 1750.
Jean-Jacques Amelot de Chaillou est marquis de Combronde, baron de Châtillon-sur-Indre, seigneur de Chaillou. Issu d'une famille de magistrats, il est successivement avocat général aux requêtes de la maison du roi, maître des requêtes ordinaires en 1712, intendant de la généralité La Rochelle de 1720 à 1726, intendant des finances en 1726, ministre d’État aux Affaires étrangères de 1737 à 1744 et surintendant des Postes en 1737.
Il est élu membre de l'Académie française en 1727 et membre honoraire de l'Académie des sciences en 1741.
En 1716 il épouse la fille de l'homme d'affaires et directeur de théâtre Gio Paolo Bombarda, qui meurt trois ans plus tard. De son second mariage naîtra Antoine-Jean Amelot de Chaillou.

## Annexe